# دان فيلا
دان فيلا (بالإنجليزية: Dan Villa)‏ هو سياسي أمريكي، ولد في 14 فبراير 1983 في أناكوندا في الولايات المتحدة. حزبياً، نشط في الحزب الديمقراطي. وقد انتخب عضو مجلس نواب مونتانا.